# 国王大道 (权力的游戏剧集)
《国王大道》（英語：The Kingsroad）是美国HBO播出的歷史奇幻电视剧《权力的游戏》第一季第二集。本集于2011年4月24日首播，编剧是大卫·贝尼奥夫和D·B·魏斯，由提姆·范恩·派頓执导。
本集几乎所有的情节都发生在旅途中：奈德·史塔克和他的女儿们陪同劳勃国王及其随从前往君临城，接任首相一职；提利昂·兰尼斯特与琼恩·雪诺一起前往绝境长城；新婚的丹妮莉絲·坦格利安与她丈夫的卡拉萨一起前往维斯·多斯拉克城。与此同时，悲痛欲绝的凯特琳·史塔克在临冬城守护着她昏迷中的儿子布蘭·史塔克。
本集标题《国王大道》指的是一条蜿蜒穿越维斯特洛大陆，最终到达君临城的漫长道路。
尽管第二集在复活节周日播出，但收视率与首集播出时没有太大变化。本集受到了普遍好评。本集的拍摄地点包括几处北爱尔兰景点，而拍摄本身因难以将犬类演员融入几个关键场景而变得较为复杂。在美国，这一集在首播时就获得了220万的收视量。

## 剧情

### 多斯拉克海
在与卓戈·卡奥的卡拉萨一起前往维斯·多斯拉克城的途中，骑士乔拉·莫尔蒙向韦赛里斯·坦格利安透露，自己曾因将偷猎者贩卖作奴隶而被流放。而韦赛里斯则迫不及待地想要控制卓戈的军队。
丹妮莉丝在新婚以及多斯拉克游牧生活中挣扎。她因与卡奥发生关系而感到不安，因此向侍女多莉亚求教如何取悦丈夫。此后，她能在面对卓戈时与他自然的发生关系，这使得两人关系变得更加亲密。

### 临冬城
布兰·史塔克已经昏迷一个多月了。在因为侄子乔佛里·拜拉席恩拒绝向史塔克家表示慰问而扇了他一巴掌之后，提利昂·兰尼斯特在餐桌上告诉他的哥哥与姐姐，布兰会存活下来，同时也表示自己会前往绝境长城。
奈德·史塔克和他的女儿们准备和劳勃·拜拉席恩国王一起前往首都，而私生子琼恩·雪诺则在提利昂的陪同下加入了他的叔叔班扬的守夜人军团。离开前，琼恩给了艾莉亚·史塔克一把剑作为礼物并探望了病床上的布兰。凯特琳·史塔克责备奈德的离开她。奈德答应琼恩当下次再见面时，会告诉他有关琼恩母亲的事。在他们启程前往君临城的途中，劳勃国王告诉奈德有关丹妮莉丝·坦格利安与卓戈·卡奥的婚姻，以及韦赛里斯有可能组建一支多斯拉克军队来推翻他。
夜间的临冬城突然起火，有刺客趁机试图杀死布兰，但被凯特琳阻挡，并最终被布兰的冰原狼杀死。在布兰跌落的塔楼里发现的一缕金发，让凯特琳确信兰尼斯特家族与布兰的事情有关。凯特琳将这一信息透露给了她的儿子罗柏、鲁温学士、军士长罗德里克·卡塞尔以及史塔克家的养子席恩·葛雷乔伊，并决定亲自去君临城向奈德预警。

### 在绝境长城
抵达绝境长城后，提利昂打消了琼恩对曾经高贵的守夜人的浪漫幻想。守夜人现在是罪犯、囚犯和私生子的聚集地。

### 在十字路口的旅馆
国王及随从们在一家旅馆停留的间隙，王子乔佛里对艾莉亚的平民朋友麦卡残忍下手，结果导致乔佛里被艾莉亚的冰原狼“娜梅莉亚”咬伤。在国王面前，乔佛里指责“娜梅莉亚”攻击他。此时刚和乔佛里订婚的珊莎·史塔克却声称自己什么都不记得。为平息事端，劳勃国王不得不屈服于王后瑟曦·兰尼斯特的要求，下令杀死冰原狼。而此时由于“娜梅莉亚”已经逃走，于是珊莎的冰原狼“淑女”将被杀掉。奈德为了负起责任，决定亲自对“淑女”行刑。在前往“淑女”行刑路上，奈德遇到了乔佛里的保镖“猎犬”桑铎·克里冈，他已经替王子杀了麦卡。
奈德极不情愿地杀死了冰原狼“淑女”，而在北境，布兰突然从昏迷中苏醒过来。

## 制作

### 编剧

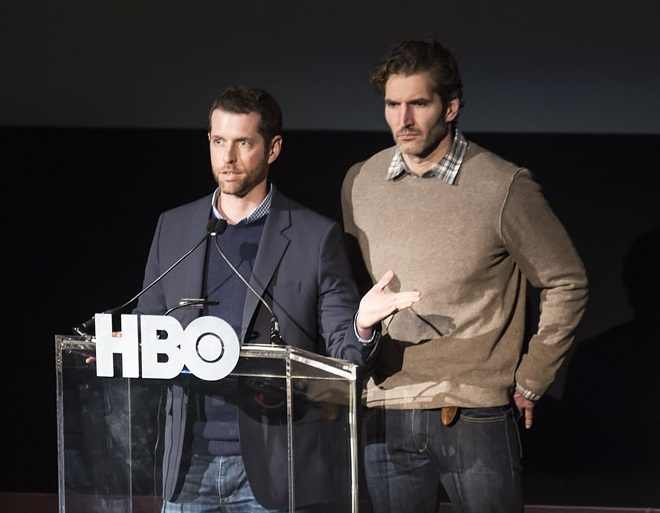
这一集的剧本是由该系列剧的共同创作者大卫·贝尼奥夫和D·B·维斯共同撰写的。

《权力的游戏》第一季第二集是由本系列剧制作人和执行制片人大卫·贝尼奥夫以及D·B·魏斯根据乔治·R·R·马丁撰写的小说《权力的游戏》改编，内容包括原著第10-11章、第13-18章和第24章（提利昂I，琼恩II，爱德华II，提利昂II，凯特琳III，珊莎I，爱德华III，布兰III以及丹妮莉丝III）。本集的导演是提姆·范恩·派頓。
虽然这一集中的大部分事件都是根据原著小说改编的，但是经过影视化改编后没有介绍巴利斯坦爵士和蓝礼勋爵所率领的御前会议代表团，劳勃国王与奈德·史塔克之间的对话在电视剧中是发生在早餐时间，而不是小说中的马背上。本集还新增了一些原著中所没有的桥段，其中最引人注目的是王后瑟曦在布兰的床边与凯特琳对话时回忆起自己所生的第一个孩子罗伯特因病早逝（在原著小说中，奈德质问瑟曦，她孩子的父亲是否是詹姆·兰尼斯特时，暗示她的第一个孩子是劳勃国王的，但已经流产了）。此外本集中还增加了琼恩在前往长城之前与詹姆的对峙。

### 选角

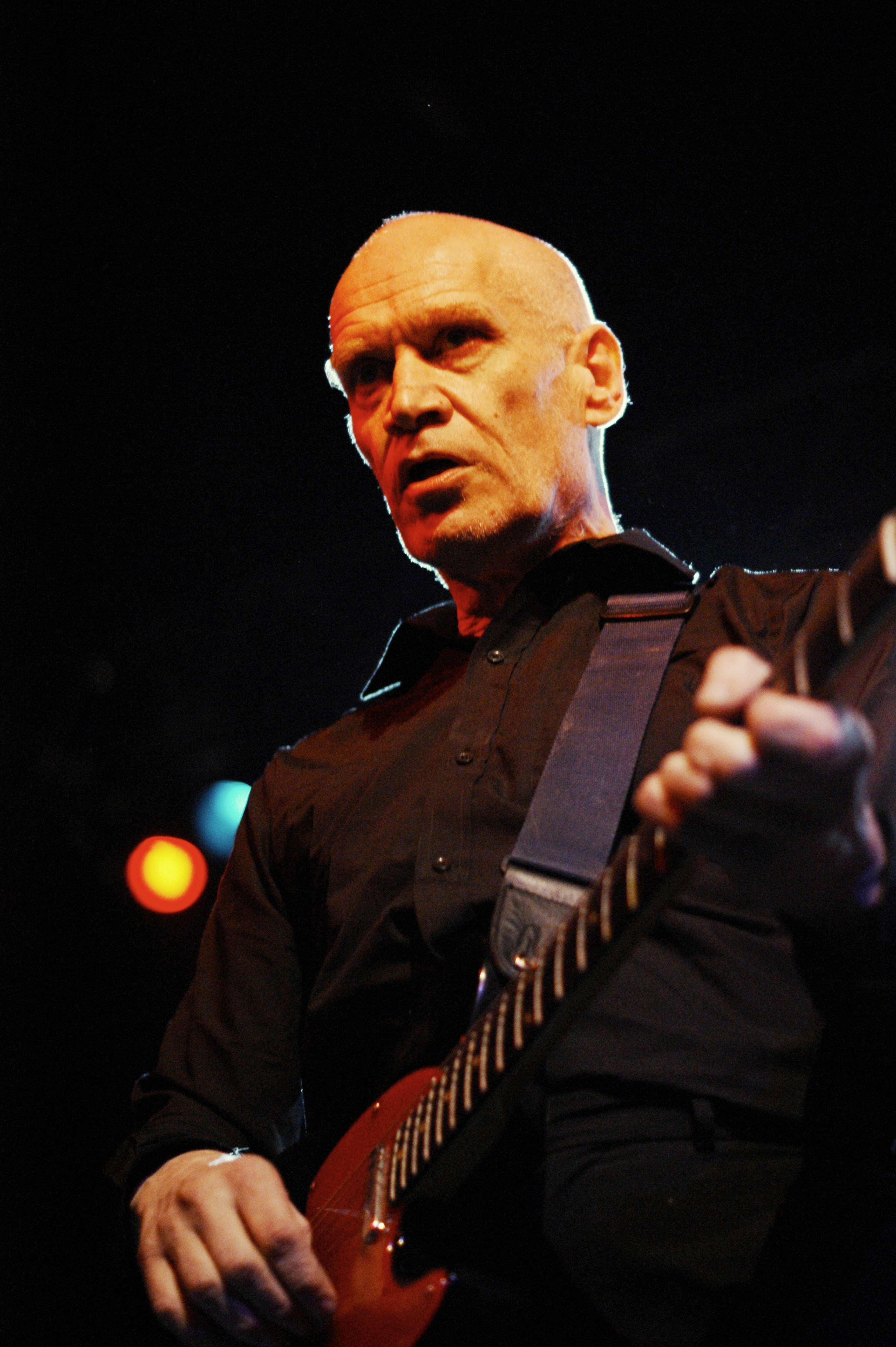
在本集中首次出场的刽子手伊林·派恩，由英国歌手威尔科·约翰森饰演

本集标志着本剧常驻客串演员萝克珊·麦琪的首次亮相。她此前最著名的角色是在英国Channel 4的肥皂剧《圣橡镇少年》中扮演的路易丝·萨默斯。麦基在众多候选人中被选中出演本剧中的多莉亚这一角色。她是一名奴隶，也是丹妮莉丝·坦格利安的侍女。
本集还首次介绍了英国歌手威尔科·约翰森所扮演的刽子手伊林·派恩。在《权力的游戏》中饰演的这名哑巴刽子手是约翰逊的演员出道作。
该集的主要拍摄工作在彩绘大厅工作室完成。交叉路口小酒馆的场景是在2010年9月初，在巴利卡里的雷德霍尔庄园实地拍摄的。

### 冰原狼
《国王大道》这一集中有大量出现冰原狼的场景。制作团队曾考虑使用真正的狼来代替这种已经灭绝的物种，但是英国的安全法规以及拍摄中不得不与儿童演员密切合作所带来的风险使得这种做法不切实际。为此剧组最终选择使用北因纽特狗，因为它们的长像更接近狼。
本剧扮演冰原狼主人珊莎·史塔克的女演员索菲·特纳一家人在这一季拍摄结束后收养了在剧中扮演冰原狼“淑女”的名叫赞尼（Zanni）的狗。

## 评价

### 收视率
《权力的游戏》的第二集吸引了与首播相同的收视人数，达到了220万观众。重播获得了70万观众，这也与前一周的数字相似。这些收视率被认为是积极的，特别是考虑到本集是在复活节星期日播出的。

### 反响
尽管一些评论家认为本集表现不如第一集，但评论界的反应依然是普遍积极的。评论聚合网站烂番茄收集了本集共17条评论，其中100%的评论都是正面的，平均分为7.3分（满分10分）。该网站的评论共识是：“《国王大道》为正在经历变革的人物带来了惊人的新发展，同时也有效地推动了各种情节。”《娱乐周刊》的詹姆斯·希伯德认为本集比第一集更好，而TV Squad的莫林·瑞安（Maureen Ryan）给《国王大道》的评分是该剧前六集中最低的。IGN的马特·福勒（Matt Fowler）为该集打出了8分（满分10分），并坚持认为这仍然是一个坚实的努力，专注于让所有主要角色摆脱他们的舒适区。影音俱乐部的艾米丽·圣·詹姆斯给这一集打了B，称：“这是从第一集起的一小步......是《权力的游戏》中事件特别丰富的一个小时，以一个轻快、相当经济的方式，一个情节点接着一个情节点。”
HitFix的艾伦·塞宾沃尔将《国王大道》这一集描述为过渡性的一集，因此“不太可能像首集或本季后几集那样令人兴奋。”莫琳·瑞安（Maureen Ryan）认为本集的内容缺乏主题统一性，虽然有一些高光时刻，但在某些方面“缺乏情感的火花。”迈尔斯·麦克纳特（Myles McNutt）在《文化学习》（Cultural Learnings）上承认，不得不将把所有的片段都摆放到一起使得这一集看起来像是一部游记，但他认为缺乏凝聚力是非常有目的性的，因为它有助于强调斯塔克家族的分裂以及等待主人公的不同动机和命运。